# 142
Cette page concerne l'année 142  du calendrier julien. Pour l'année 142 av. J.-C., voir 142 av. J.-C. Pour le nombre 142, voir 142 (nombre).
L'année 142 est une année commune qui commence un dimanche.

## Événements
- À la suite des succès de Quintus Lollius Urbicus en Bretagne, l'empereur Antonin le Pieux reçoit le titre d'imperator pour la seconde fois[1].

## Naissances en 142
- Papinien, juriste romain, préfet du prétoire.